# ラロ・シフリン
ラロ・シフリン（Lalo Schifrin、1932年6月21日 - 2025年6月26日）は、アルゼンチン出身の作曲家、編曲家、ジャズピアニスト、指揮者。
映画音楽の代表作には『燃えよドラゴン』『ブリット』、『ダーティハリー2』、『ダーティハリー』、『シンシナティ・キッド』、『暴力脱獄』、『危険がいっぱい』、TVドラマ・シリーズの代表作には『スパイ大作戦』、『スタスキー&ハッチ』などがある。

## 生涯
本名は、ボリス＝クラウディオ・シフリン。ブエノス・アイレス生まれ。父ルイス・シフリンはヴァイオリン奏者(Luis (Eliezer) Schifrin)で、ベラルーシからの移民であり、コロン劇場のオーケストラの第二ヴァイオリン部門を長く担当した。6歳からピアノを習い始め、エンリケ・バレンボイム（ダニエル・バレンボイムの父）、次いで、アンドレア・カラリスに師事し、アルゼンチンの大学でクラシックを学んだ。ジャズにも傾倒していたが、1950年代初頭にパリに留学し、パリ国立高等音楽・舞踊学校で、オリヴィエ・メシアン、シャルル・ケクランに師事した。
フランスで、ジャズ・ピアニスト、アレンジャーとしてキャリアを歩み始め、ヴォーグ・レコード、エディ・バークレー・レコードでラテン音楽のレコードを数枚録音した。1950年代終わりに、アルゼンチンに帰国し、ジャズ・ミュージシャンとして活躍した。同じくアルゼンチン人であるガトー・バルビエリとも共演した。1958年に、ディジー・ガレスピーに出会い、ガレスピーのために、『Gillespiana Suite』を書き下ろした。1960年にニューヨークでガレスピーに再会し、ディジー・ガレスピー楽団のピアニスト兼アレンジャーとして参加し頭角を現す。アメリカに移住。ザビア・クガート、クインシー・ジョーンズなどの楽団にも参加、自身のバンドでも活躍した。これらのビッグバンドでの活動では、ジャズのみならず、ラテン、ボサノヴァなどの要素も消化していった。
シフリンは、ヴァーヴに所属していたため、スタン・ゲッツ、カウント・ベイシー、サラ・ヴォーン、ジミー・スミス、ルイス・ボンファ、カル・ジェイダー等の作品に参加した。ヴァーヴが、映画製作会社メトロ・ゴールドウィン・メイヤー（MGM）の子会社だったために、シフリンは、間もなく、MGMの映画作曲家となった。この頃からシフリンはハリウッドに移り住み、映画やテレビシリーズのために数々の曲を書くことになる。この時期の代表作には、『殺しのエージェント』『0011ナポレオン・ソロ』（挿入曲のみ）『暴力脱獄』などがある。ほかにもアラン・ドロンの『危険がいっぱい』や、『シンシナティ・キッド』『ブリット』『マンハッタン無宿』『女狐』などの映画音楽を担当した。
特に有名なのはテレビドラマ『スパイ大作戦』（ミッション・インポッシブル）のテーマで、4分の5拍子を用いてダイナミックなサウンドを創り上げた。また、ブルース・リー主演の映画『燃えよドラゴン』では、派手なワウペダルを使用し、オリエンタルなアレンジを施した。
その後も、『鷲は舞い降りた』(1976)、『ブールヴァード・ナイト』(1979)、ダーティハリー4(1983)などの映画音楽を担当した。ラロ・シフリンの曲は、松浦ヤスノブ、ピーター・ネロ、ジャン・ミッシェル・ベルナールらがカバーしている。映画音楽作曲家、ジャズ・ミュージシャンとしてのキャリアと平行して、クラシック音楽の指揮者、作曲家としても活動し、『Invocations』『Concerto pour contrebasse』『Concertos pour piano Nos. 1 & 2』『Pulsations』『Resonances』といった作品を録音した。ホセ・カレーラス、プラシド・ドミンゴ、ルチアーノ・パヴァロッティといった、いわゆる「三大テノール」のツアーにも参加している。1994年、第47回カンヌ国際映画祭で審査員を務めた。これまでにグラミー賞に21度ノミネートされ4度受賞。アカデミー賞は6度ノミネートされ、2018年にはアカデミー名誉賞が授与された。晩年まで映画音楽の創作はもちろん、自身のアルバムを発表し活動していた。
2025年6月26日、肺炎の合併症で死去。93歳没。

## 音楽担当作品

### 映画
- 1964年 ライノ!（英語版）
- 1964年 危険がいっぱい
- 1965年 シンシナティ・キッド
- 1967年 暴力脱獄 （第40回アカデミー賞作曲賞ノミネート）
- 1968年 ブリット
- 1968年 太平洋の地獄
- 1968年 マンハッタン無宿
- 1968年 女狐 （第41回アカデミー賞作曲賞ノミネート）
- 1969年 ゲバラ!
- 1970年 戦略大作戦
- 1971年 課外教授
- 1971年 THX 1138
- 1971年 ダーティハリー
- 1971年 大自然の闘争 脅威の昆虫世界（英語版）
- 1972年 シノーラ
- 1972年 サンタマリア特命隊
- 1973年 ダーティハリー2
- 1973年 燃えよドラゴン
- 1973年 突破口!
- 1973年 黄金の指
- 1974年 四銃士
- 1976年 セント・アイブス
- 1976年 鷲は舞いおりた
- 1976年 さすらいの航海 （第49回アカデミー賞作曲賞ノミネート）
- 1977年 テレフォン
- 1977年 ジェット・ローラー・コースター
- 1978年 スペースキャット
- 1979年 悪魔の棲む家 （第52回アカデミー賞作曲賞ノミネート）
- 1979年 オフサイド7
- 1979年 エアポート'80
- 1980年 バトルクリーク・ブロー
- 1980年 世界崩壊の序曲
- 1980年 コンペティション （第53回アカデミー賞歌曲賞ノミネート）
- 1980年 0086笑いの番号
- 1980年 ブルベイカー
- 1981年 おかしなおかしな石器人
- 1982年 セダクション 盗撮された女
- 1983年 ダーティハリー4
- 1983年 バイオレント・サタデー
- 1983年 スティング2（英語版） （第56回アカデミー賞音楽賞ノミネート）
- 1985年 ドクターストップ/全員感染
- 1988年 ダーティハリー5
- 1991年 F/X2 イリュージョンの逆転
- 1993年 ビバリー・ヒルビリーズ/じゃじゃ馬億万長者
- 1997年 ランナウェイ
- 1998年 タンゴ（英語版）
- 1998年 ラッシュアワー
- 2001年 ラッシュアワー2
- 2003年 女神が家にやってきた
- 2004年 サン・ルイ・レイの橋
- 2004年 ダイヤモンド・イン・パラダイス
- 2006年 ケイヴ・フィアー CAVE FEAR（英語版） (息子のライアン・シフリンが監督したB級モンスターパニック映画)
- 2007年 ラッシュアワー3

### テレビ
- 1964年 0011ナポレオン・ソロ（挿入曲）
- 1968年 スパイ大作戦
- 1967年 マニックス
- 1974年 猿の惑星
- 1974年 弁護士ペトロチェリー（英語版）
- 1975年 刑事スタスキー&ハッチ
- 1975年 刑事ブロンク（英語版）
- 1976年 特捜隊長エバース（英語版）
- 1983年 SFスターフライトI
- 1984年 Glitter
- 1986年 ビバリーヒルズ・マダム（英語版）

## 受賞歴
- 1965年 グラミー賞 Best Original Jazz Composition
- 1966年 グラミー賞 Best Original Jazz Composition
- 1968年 グラミー賞 映画・テレビサウンドトラック部門 『スパイ大作戦』
- 1968年 グラミー賞 Best Instrumental Theme 『スパイ大作戦』
- 2018年 アカデミー名誉賞[12]